# Pols asiàtica

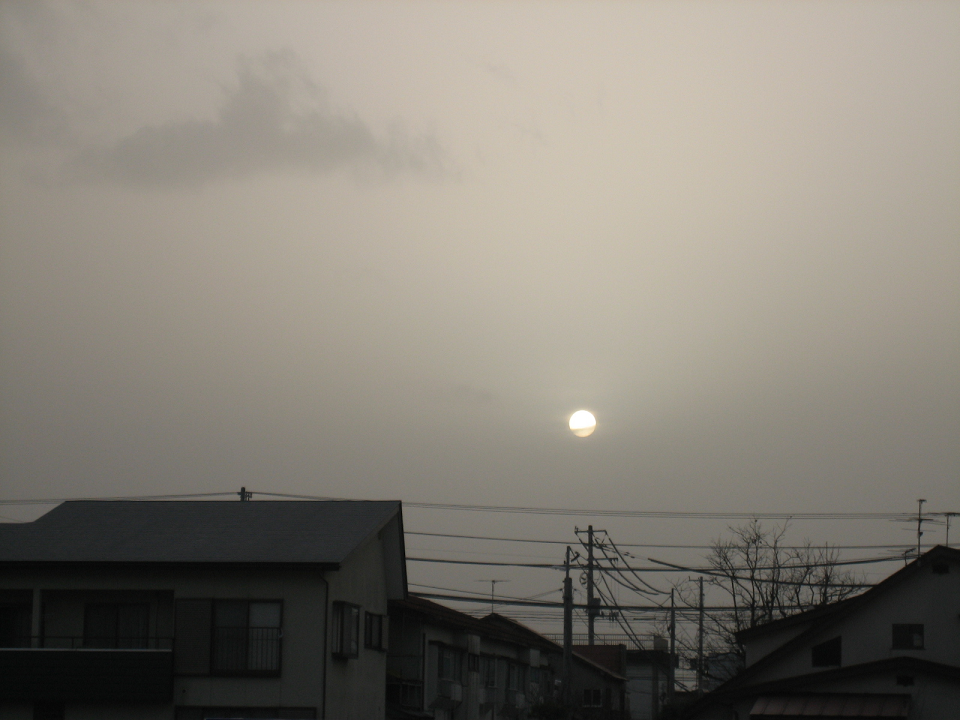
La pols asiàtica enfosqueix el sol sobre Aizu-Wakamatsu (Japó) el 22 d'abril del 2007

La pols asiàtica (també coneguda com la pols groga, la sorra groga, el vent groc o les tempestes de sorra de la Xina) és un fenomen meteorològic estacional que afecta la major part de l'est d'Àsia de forma esporàdica durant els mesos de primavera. La pols s'origina als deserts de Mongòlia i del nord de la Xina i del Kazakhstan, on els forts vents de superfície i les tempestes de pols aixequen núvols densos de partícules sòlides, fines i seques.
Els vents arrosseguen aquests núvols cap a l'est i passen per damunt de la Xina, Corea del Nord, Corea del Sud i el Japó, i també per les parts més orientals de Rússia. A vegades aquestes partícules arriben molt més lluny, i en concentracions significants arriben a afectar la qualitat de l'aire dels Estats Units.
En l'última dècada, s'ha convertit en un problema seriós a causa dels contaminants industrials (que prèviament no eren una amenaça) i de la desertificació cada cop més intensa a la Xina, així com per la sequera de la regió del mar d'Aral al Kazakhstan, deguda a l'esquema fallit d'agricultura soviètica. Les tempestes de pols, amb una referència específica a la Xina, han estat anomenades "terrorisme de la pols groga" per part d'alguns grups coreans.

## Causes
En els últims anys, s'ha produït una destrucció ambiental a la Xina causada per la sobreexplotació de les pastures, el desenvolupament industrial massiu sense complir els estàndards de qualitat de l'aire, així com l'ús generalitzat del carbó com a combustible sense utilitzar els filtres adequats. A Kazakhstan, una política agrícola fallida ha deixat el Mar d'Aral, on s'havien realitzat tests secrets d'armes biològiques durant l'època soviètica, sec i exposat.

## Contaminants
Sulfur (un component de la pluja àcida), sutge, cendra, monòxid de carboni i altres contaminants tòxics que contenen metalls pesants (com ara mercuri, cadmi, crom, arsènic, plom, zinc i cobre) i altres cancerígens, acostumen a acompanyar aquestes tempestes de pols, i també virus, bacteries, fongs, pesticides, antibiòtics, amiant, herbicides, ingredients plàstics, productes de la combustió i ftalats. Tot i que els científics saben que els corrents intercontinentals de pols poden portar bacteries i virus, "la majoria de la gent assumeix que els rajos ultravioletes [del sol] esterilitzen aquests núvols", diu el microbiòleg Dale W. Griffin, de la USGS de St. Petersburg. Però afegeix: "Ara hem sabut que això no és cert". Arxivat 2004-03-19 a Wayback Machine.

## Efectes

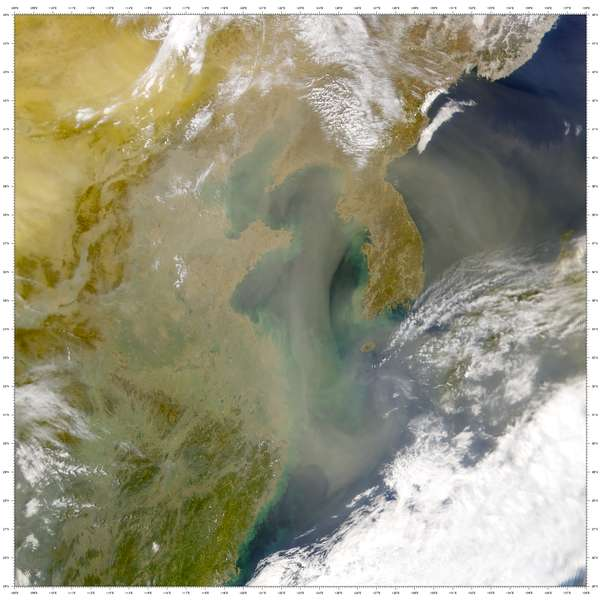
Imatge de satèl·lit presa el 21 de març de 2001 on es pot veure la pols sobre la mar Groga

Les àrees afectades per la pols experimenten una reducció de la visibilitat i s'ha demostrat que la pols causa diversos problemes de salut, que no es limiten a mal de gola i asma en persones que es consideren sanes. Sovint, es recomana a la ent que evitin o minimitzin les activitats a l'exterior, depenent de la gravetat de les tempestes. Per a les persones ja afectades per asma o altres infeccions respiratòries podria ser fatal. S'ha demostrat que la pols incrementa l'índex de mortalitat diària en un 1,7% a les zones afectades.
Tot i que la sorra per si mateixa no és necessàriament perjudicial per al sòl, degut a les emissions de sulfur i les pluges àcides resultants, les tempestes també destrueixen les terres de conreu degradant el terreny, i els dipòsits de cendra, sutge i metalls pesants així com materials biològics potencialment perillosos cobreixen la superfície dels sembrats i els aqüífers amb contaminants. Les tempestes de pols també afecten amb particular duresa la fauna, destruint els cultius i els hàbitats, i els metalls tòxics interfereixen en la reproducció. Els coralls en pateixen les conseqüències de forma particularment dramàtica. Els metalls tòxics es propaguen a través de la cadena alimentària, del peix als grans mamífers. La visibilitat de l'aire es redueix, i produeix cancel·lació de vols, viatges per carretera i activitats a l'aire lliure, i se'n poden deduir significants pèrdues d'activitat econòmica. Al Japó, la roba estesa apareix amb taques grogues.
El diari Korea Times ha informat que la neteja d'un avió jumbo costa 3 milions de wons, esmerçant-hi 20.000 litres d'aigua i 6 hores de feina.

## Gravetat
A Shanghai, el 3 d'abril de 2007 es va registrar un índex de qualitat de l'aire de 500 . Als Estats Units, un índex de 300 es considera "perillós" i qualsevol que superi 200 és "malsà". El 2007 sembla de lluny el pitjor any en els rècords.
La desertificació s'ha intensificat a la Xina, on 1.740.000 km² de terreny és "àrid", i pertorba les vides de 400 milions de persones, causant pèrdues econòmiques directes valorades en 54.000 milions de yuan (uns 7.000 milions de dòlars) a l'any, segons les gràfiques del SFA. Aquestes gràfiques probablement estan subestimades, ja que només tenen en compte els efectes directes, sense incloure els efectes mèdics o de contaminació, així com els efectes sobre altres països veïns.
L'escalfament global, així com el fenomen d'El Niño, tenen un paper important en les tempestes de sorra asiàtica, perquè les capes de gel que es formen a l'hivern poden retenir la pols i evitar que s'escampi.

## Mitigació
En els últims anys, Corea del Sud i la República Populat de la Xina han participat en els esforços de reforestació de la zona on s'originen les tempestes. Tanmateix, això no ha afectat el problema de cap manera significant. A l'abril de 2006, els meteoròlegs sud-coreans van informar de la pitjor tempesta de pols groga en quatre anys.
El Japó ha col·laborat amb diners, equipaments, i coneixements per instal·lar filtres de sulfur a les plantes que utilitzen carbó a la Xina. Però tot i això, un percentatge molt baix de plantes tenen filtres de sulfur instal·lats.
La Xina també ha donat els seus passos, amb el suport internacional, per plantar arbres en àrees desertes, reivindicant haver plantat 12.000 milions d'arbres. No obstant això, els vents són tan forts en alguns llocs que els arbres cauen i queden enterrats en la sorra. A més a més, més d'una vegada s'ha dit que a la Xina s'han pintat les faldes de les muntanyes de color verd en lloc de plantar-hi arbres.

## Noms locals
La pols asiàtica es coneix per diferents noms segons la regió. Tots ells signifiquen "pols groga" o "sorra groga":
- "Hwang-sa" (황사, 黃沙/黃砂) en Coreà
- "Huangsha" （黄砂） en xinès
- "Hoàng Sa" (黄砂) en vietnamita
- "Kousa" (黄砂) en japonès

## Composició
Una anàlisi dels núvols de pols asiàtica duta a terme a la Xina el 2001 va mostrar que contenia altes concentracions de silici (24-32%), alumini (5,9-7,4%), calci (6,2-12%), i ferro. També hi eren presents nombroses substàncies tòxiques, perquè es creu que els materials més pesats (com el mercuri o el cadmi de la combustió del carbó) es desprenen dels núvols més a prop de l'origen.
No obstant això, Sarah O'Hara de la Universitat de Nottingham a Anglaterra, va escriure a Lancet que això no vol dir que els efectes siguin pitjors com més a prop s'estigui de l'origen. La gent que viu lluny de la font de la pols estan exposats més sovint a partícules de sorra fina, quasi invisible que poden inhalar cap al fons dels pulmons, ja que la pols més grossa és massa gran per ser inhalada profundament. Arxivat 2004-03-19 a Wayback Machine. Després de la inhalació, pot causar ferides al teixit pulmonar i també pot induir càncer i malalties pulmonars.
Un estudi nord-americà que va analitzar la composició de les tempestes de pols sobre Colorado també apunta a la presència de monòxid de carboni, possiblement incorporat als núvols quan aquests passen per les zones industrialitzades d'Àsia.

## Episodis històrics
El primer registre conegut d'un episodi de pols asiàtica a Corea va ser el 174 aC, durant la Dinastia Silla. La pols es coneixia com a "Woo-To (雨土)", i en aquella època es creia que era el resultat d'un déu enfadat que enviava pols en comptes de pluja o neu.
També es troben registres específics que fan referència a la pols asiàtica a Corea per als períodes Baekje, Goguryeo, i Joseon.